# Tigran Tatevosyan
Tigran Tatevosyan (armenisch Տիգրան Թաթևոսյան; * 1992 in Abowjan) ist ein armenischer Jazzmusiker (Piano, Komposition).

## Leben und Wirken
Tatevosyan erhielt ab dem Alter von sechs Jahren eine klassische Klavierausbildung. Nach seinem Bachelor-Abschluss begann er 2017 am Rachmaninow-Konservatorium in Rostow im Masterstudiengang Jazzpiano und setzte sein Studium 2020 an der Hochschule für Musik und Theater Hamburg bei Vladyslav Sendecki und Florian Weber fort. 
2022 gründete Tatevosyan sein Trio mit Giorgi Kiknadze am Bass und Ziv Ravitz am Schlagzeug, mit dem er sein 2024 bei O-Tone veröffentlichtes Debütalbum Mer Tan Itev einspielte, das sehr gute Kritiken erhielt.
In veränderter Besetzung (mit Haggai Cohen-Milo am Bass) stellte er sein Trio 2024 bei Jazz Baltica vor. Als Mitglied der HfMT Hamburg Bigband arbeitete er auch mit Bob Moses, Nils Landgren und China Moses.